# Pączek (model ekonomiczny)

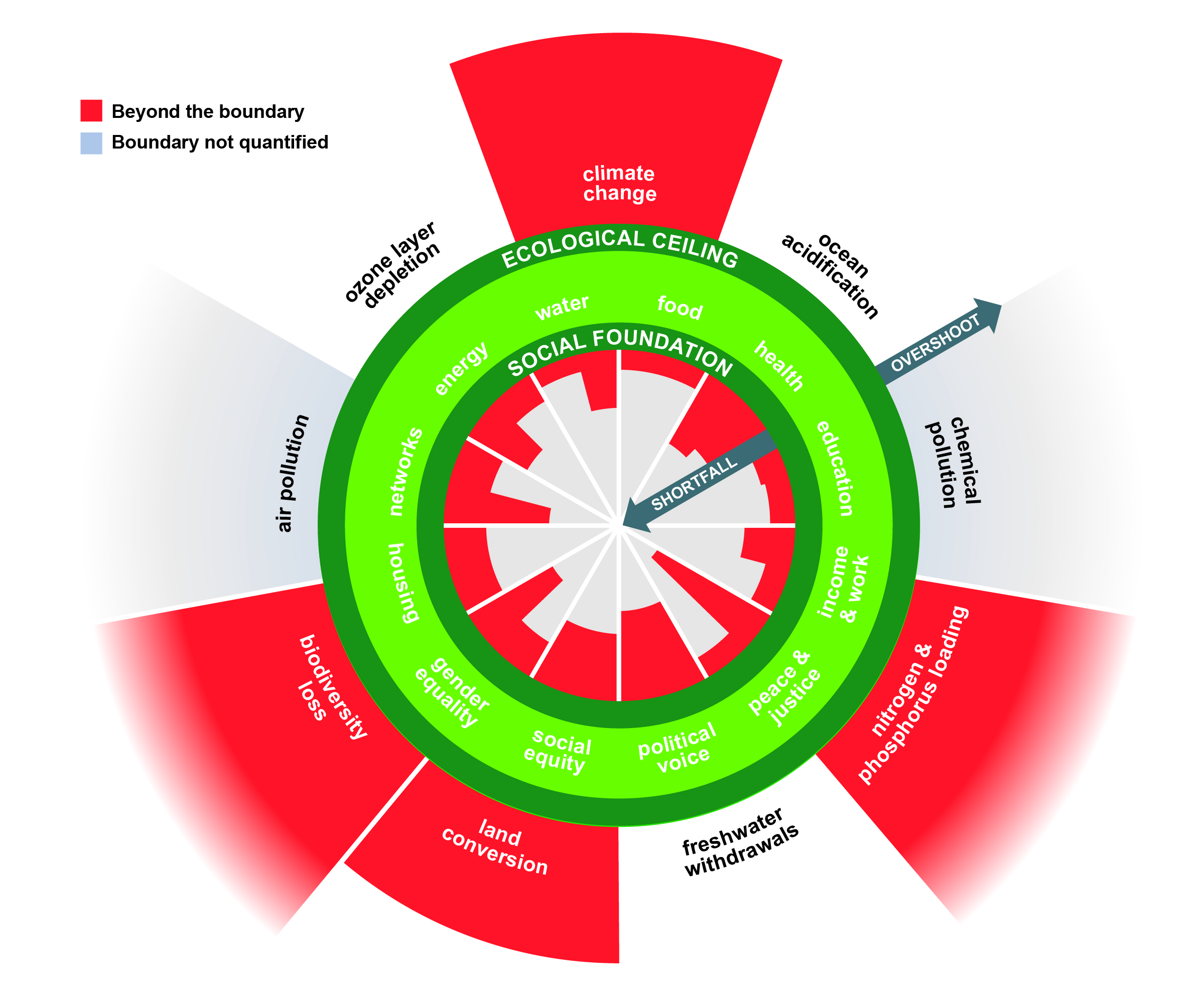
Pączek ze wskaźnikami, w jakim stopniu pułapy ekologiczne są przekroczone, a fundamenty społeczne nie są spełnione

Model ekonomiczny obwarzanka – wizualny model dla zrównoważonego rozwoju – w kształcie obwarzanka – łączy pojęcie granic planetarnych z koncepcją komplementarnych granic społecznych. Zaproponowany model uwzględnia wyniki gospodarki pod względem stopnia zaspokojenia potrzeb ludzi bez przekraczania pułapu ekologicznego Ziemi. Nazwa pochodzi od kształtu diagramu, tzn. dysku z otworem pośrodku. Centralna dziura modelu przedstawia odsetek osób, które nie mają dostępu do podstawowych życiowych zasobów (opieki zdrowotnej, edukacji, równości i tak dalej), podczas gdy powłoka reprezentuje pułapy ekologiczne (granice planetarne), od których zależy życie i których nie wolno przekraczać.
W związku z tym gospodarkę uważa się za dobrze prosperującą, gdy wszystkie dwanaście fundamentów społecznych zostanie osiągniętych bez przekroczenia któregokolwiek z dziewięciu pułapów ekologicznych. Sytuację tę reprezentuje obszar między dwoma pierścieniami, mianowicie bezpieczna i sprawiedliwa przestrzeń dla ludzkości. Schemat został opracowany przez ekonomistkę z Oksfordu Kate Raworth w artykule Oxfam Bezpieczna i sprawiedliwa przestrzeń dla ludzkości i rozwinięty w książce Donut Economics: Seven Ways to Think Like a 21st-Century Economist (Ekonomia obwarzanka. Siedem sposobów myślenia o ekonomii XXI wieku, polskie wydanie, Wydawnictwo Krytyki Politycznej 2021)

## Wskaźniki

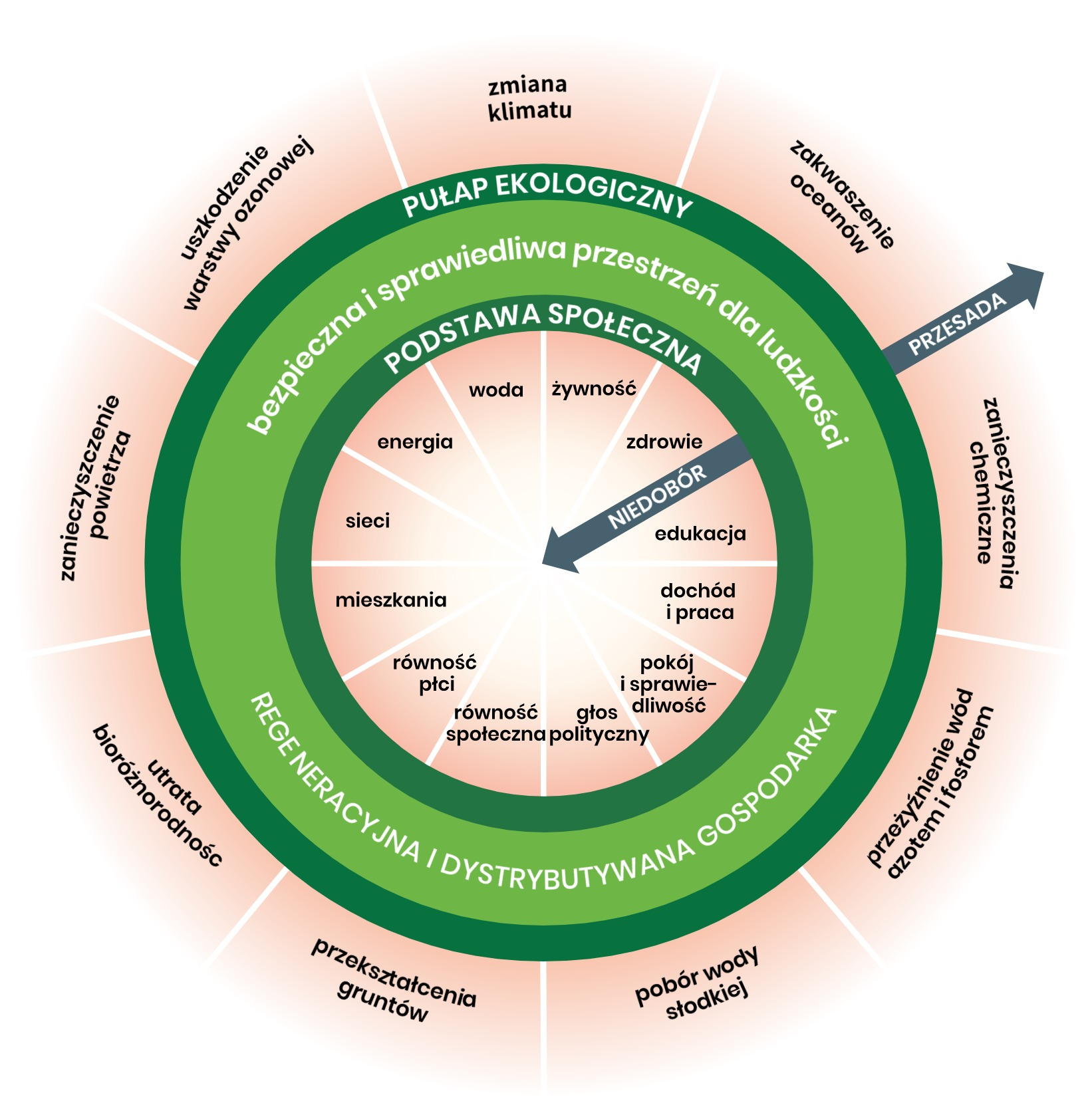
Klasyczny obraz obwarzanka

### Fundamenty społeczne
Fundamenty społeczne inspirowane są celami społecznymi w Celach Zrównoważonego Rozwoju 2030 Organizacji Narodów Zjednoczonych. Są to:
- Żywność

- Zdrowie
- Edukacja
- Dochód i praca (ta ostatnia nie ogranicza się do zatrudnienia, ale obejmuje również takie rzeczy, jak sprzątanie)
- Pokój i sprawiedliwość
- Głos polityczny
- Równość społeczna
- Równość płci
- Budownictwo mieszkaniowe
- Sieci (Odnosi się to zarówno do sieci społeczności, jak i sieci informacji, takich jak internet)
- Energia
- Woda

### Pułapy ekologiczne
Dziewięć pułapów ekologicznych pochodzi z granic planetarnych zaproponowanych przez grupę naukowców pod przewodnictwem Johna Rockströma i Willa Steffena. Są to:
- Zmiany klimatu – antropogeniczne emisje gazów cieplarnianych takich jak dwutlenek węgla i metan zatrzymują ciepło w atmosferze zmieniając klimat na Ziemi.
- Zakwaszenie oceanów – gdy antropogeniczne emisje dwutlenku węgla są wchłaniane przez oceany woda w nich staje się bardziej kwaśna. Na przykład obniża to zdolność morskich form życia do tworzenia szkieletów i muszli.
- Zanieczyszczenia chemiczne – wydzielenie toksycznych substancji w przyrodzie zmniejsza bioróżnorodność i obniża płodność zwierząt (w tym ludzi).
- Przeżyźnienie wód azotem i fosforem – nieudolne lub nadmierne użycie nawozów prowadzi do spływana nawozów do zbiorników wodnych, gdzie wywołują zakwit glonów, które zabijają podwodne życie.
- Pobór słodkiej wody – użycie zbyt dużej ilości słodkiej wody powoduje wyschnięcie źródła co może zniszczyć ekosystem i sprawić, że źródło stanie się nieużywalne.
- Przekształcania gruntów – przekształcania gruntów dla działalności gospodarczej (takie jak tworzenie dróg i pól uprawnych) niszczy i usuwa siedliska dzikiej przyrody, usuwa pochłaniacze węgla i zaburza naturalne cykle.
- Utrata różnorodności biologicznej – działalność gospodarcza redukuje liczbę i zróżnicowanie gatunków. To sprawia, że ekosystemy są bardzie wrażliwe i może się obniżyć zdolność do podtrzymywania życia i świadczenia usług ekosystemowych.
- Zanieczyszczenie powietrza – emisja aerozoli (małych cząsteczek) ma negatywny wpływ na zdrowie gatunków. Może również oddziaływać na opady atmosferyczne i tworzenie się chmur.
- Zubożenie warstwy ozonowej – niektóre rodzaje działalności gospodarczej powodują emisje gazów, które niszczą warstwę ozonową Ziemi. Ponieważ warstwa ozonowa chroni Ziemie przed szkodliwym promieniowaniem jej zmniejszenie powoduje na przykład raka skóry u zwierząt.